# Глутаматні рецептори
Глутаматні рецептори — це G-білокспряжені або іонотропні білки-рецептори, розташовані на пре- або постсинаптичній мембрані. Лігандом до цих рецепторів є глутамат — найважливіший збуджувальний нейромедіатор у центральній нервовій системі ссавців. Глутаматні рецептори задіяні у формуванні такого явища як екситотоксичність — надмірне збудження клітини, що призводить до його загибелі.

## Класифікація
Виділяють два типи рецепторів до глутамату:
- іонотропні (або ліганд-залежні іонні канали)
- метаботропні (або G-білок-спряжені)

Іонотропні рецептори — це катіонні іонні канали, які пронизують мембрану наскрізь, утворюючи пору. При зв'язуванні рецептору з глутаматом, ворота каналу відчиняються і до клітини потрапляють іони кальцію та натрію, що призводить до деполяризації мембрани.
Метаботропні рецептори у відповідь на приєднання глутамату взаємодіють з G-білками, які запускають каскади внутрішньоклітинних хімічних реакцій, що призводять до відкриття інших іонних каналів та деполяризації клітинної мембрани.

### Метаботропні глутаматні рецептори
Метаботропні глутаматні рецептори представлені рецепторами mGluR, яких поділяють на три групи, залежнос від сигнальних шляхів, що вони запускають.
І група представлена рецепторами mGluR1 й mGluR5. Вони передають сигнал на Gq-білок і, як наслідок, спричиняють активацію фосфоліпази С і подальшу реалізацію фосфоінозитидного (інозитолфосфатного) каскаду.
До ІІ групи належать рецептори mGluR2 й mGluR3. Вони активують Gs-білок і, як наслідок, стимулюють аденілатциклазу й утворення вторинного посередника цАМФ.
Рецептори ІІІ групи — mGluR4 та mGluR6-mGluR8, активують Gі-білок, який пригнічує роботу аденілатциклази і відповідно синтез цАМФ.
Деякі з цих рецепторів додатково поділяються на підтипи (напр, mGluR7a і mGluR7b).
Хімічна сполука аміно-1,3-дикарбоксициклопентан (ACPD) є агоністом глутаматних рецепторів, який взаємодіє з mGluR-рецепторами, але не активує іонотропні рецептори до глутамату.
Загалом метаботропні глутаматні рецептори представлені на мембранах пре- і постсинаптичних нейронів центральної й периферичної нервової системи. Вони відіграють важливу роль у процесах навчання, пам'яті, больових відчуттів, пресинаптичного гальмування синаптичної передачі.
Також показано участь метаботропних глутаматних рецепторів, які знаходяться на смакових рецепторах на язику, у формуванні смаку умамі (смаку м'яса).

### Іонотропні глутаматні рецептори
Іонотропні глутаматні рецептори реалізують швидкі ефекти глутамату і після зв'язування з ним відкривають канал для іонів кальцію та/або натрію. Є 3 типи іонотропних глутаматних рецепторів :
1. NMDA-рецептори, які активуються N-метил-D-аспартатом,
2. AMPA-рецептори, які активуються альфа-аміно-3-гідроксил-5-метил-4-ізоксозолпропіоновою кислотою,
3. каїнатні рецептори

## Зв'язок між явищем екстайтотоксичністі та глутаматом
Зв'язування глутамату із NMDA-рецептором на постсинаптичній мембрані призводить до входу кальцію у клітину й, як наслідок, спричиняє збудження у постсинаптичній клітині. Надмірний вхід кальцію у клітину може спричинити явище «екситотоксичності» («надмірної збуджувальної токсичності») — ушкодження або загибель клітини внаслідок активації ряду кальцій-залежних процесів.
Надмірний вхід Ca2+ в клітину стимулює утворення вільних радикалів (зокрема, синтез нейронною NO-синтазою монооксиду азоту), зміни потенціалу внутрішньої мембрани мітохондрій, втрату АТФ, що призводить до апоптозу чи некрозу нейронів (залежно від розмірів ушкодження і швидкості поповнення пулу АТФ). Надмірний синтез NO призводить до порушення функцій протеасом через обернене нітрозилювання залишків цистеїну в складі їх білкових молекул; при цьому в нейронах накопичуються ті білки, що в нормі руйнуються протеасомами (наприклад, невірно зібраний паркін, мутації якого є причиною спадкових форм хвороби Паркінсона). NO також може руйнувати білки внаслідок його взаємодії із супероксиданіоном з утворенням пероксинітриту (OONO) — украй токсичного агенту, здатного незворотньо нітрувати залишки тирозину в складі білків.
Екситотоксичність є частиною патологічних змін, що супроводжуються втратою нейронів за таких нейродегенеративних розладів як хвороба Альцгеймера, Паркінсона, тощо.